# Dorje Tsering (politicus)
Dorje Tsering Chinees: 任武云 (Xiahe, Gannan, november 1939) is een Tibetaans-Chinees politicus.

## Loopbaan
Na het behalen van zijn middelbareschooldiploma ging Tsering in 1955 aan het werk. In 1960 trad hij toe tot de Communistische Partij van China.
In 1983 werd hij benoemd tot vicevoorzitter van de regering van de Tibetaanse Autonome Regio (TAR). In 1985 werd hij benoemd tot plaatsvervangend secretaris van het Partij Comité van de TAR en 1986 tot voorzitter van de regering van de TAR. Deze functie bekleedde hij tot 1990.
In 1990 werd hij benoemd tot viceminister van het nationale ministerie van Burgerlijke Zaken. In deze functie werd hij als minister bekrachtigd in 1993 tijdens de vergadering van het Achtste Nationale Volkscongres. Hiermee was het de eerste etnische Tibetaan die een ministerspost bekleedde in de Volksrepubliek China. Deze functie behield hij tot 2003.
In juli 1998 werd hij adjunct-directeur van het Internationaal Comité voor rampenbestrijding en werd hiervan tot directeur bevorderd in 2000. In deze functie werd hij nogmaals bekrachtigd in 2003.
- Gemeinsame Normdatei: 106683539X
- International Standard Name Identifier: 0000 0000 6422 9710
- Library of Congress Control Number: nr94030923
- Virtual International Authority File: 4814220